# Countee Cullen

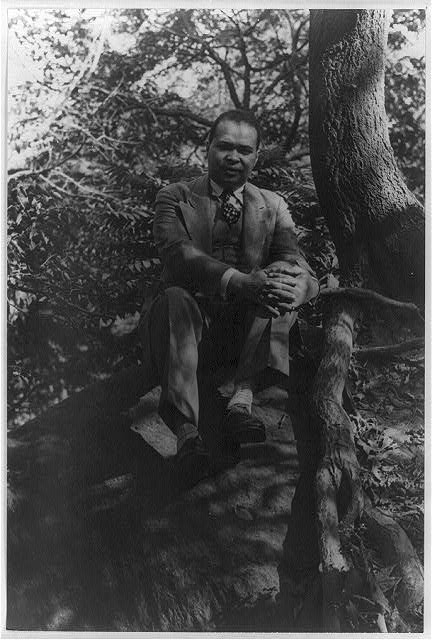
Countee Cullen, fotografiado por Carl Van Vechten, 1941.

Countee Cullen (¿Louisville?, Estados Unidos; 30 de mayo de 1903 - Nueva York; 9 de enero de 1946) fue un poeta estadounidense, al que se engloba dentro del Renacimiento de Harlem.

## Biografía
Countee Cullen, nació como Countee LeRoy Porter, en 1903, pero no se sabe a ciencia cierta dónde, pues era celoso de su vida privada. Algunos biógrafos apuntan que nació en Louisville, Kentucky y algunos otros en Baltimore, Maryland, donde fue abandonado por su madre, Elizabeth Thomas Lucas, y criado por la Sra. Porter, la que probablemente fuera su abuela paterna. Cuando tenía 9 años, se trasladaron a Harlem, donde, en 1918, la Sra. Porter murió y Cullen fue adoptado por Frederick A. Cullen, un pastor de la Iglesia Metodista, y su esposa Carolyn.
Completó sus estudios en el instituto "DeWitt Clinton High School" de Nueva York y, posteriormente en la Universidad de Nueva York, en la que fue miembro de la fraternidad Phi Beta Kappa. En esos años obtuvo varios premios por su poema “Ballad of the brown girl”, y publicó su primer volumen de poesía “Color”, con lo cual fue admitido en Harvard donde obtuvo un máster en 1926. Después de esto volvió a Nueva York para trabajar como profesor. Su obra apareció en diversas publicaciones, como “The Crisis”, periódico de la NAACP editado por W. E. B. Du Bois y “Opportunity”, revista de la National Urban League.

## Obras
A pesar de que trabajó también con otros géneros literarios, la mayor parte de su obra, y según sus críticos la mejor, es poética. Cullen comenzó a escribir poesía durante el instituto y publicó por primera vez a la edad de 22 años, con la obra de poesía “Color” (1925). Su popularidad incrementó y rápidamente se hizo uno de los autores más conocidos del Renacimiento de Harlem o renacimiento del nuevo afroamericano. 
Algunas de sus obras son:
Poesía
- Color, 1925
- Copper Sun, 1927
- My Soul's High Song: The Collected Writings of Countee Cullen, 1991
- On These I Stand: An Anthology of the Best Poems of Countee Cullen, 1947
- The Ballad of the Brown Girl, 1928
- The Black Christ and Other Poems, 1929
- The Medea and Some Other Poems, 1935

Prosa
- My Lives and How I Lost Them, 1942
- One Way to Heaven, 1931
- The Lost Zoo, 1940

Teatro
- St. Louis Woman, 1946

Su cuerpo descansa en el Cementerio Woodlawn en El Bronx.